# Götzendorf (Eggolsheim)
Götzendorf ist ein Gemeindeteil des Marktes Eggolsheim im Landkreis Forchheim (Oberfranken, Bayern).

## Geografie
Das Dorf im Westen der Heiligenstädter Flächenalb befindet sich etwa sieben Kilometer nordöstlich des Ortszentrums von Eggolsheim auf einer Höhe von 352 m ü. NHN.

## Geschichte
Bis zum Beginn des 19. Jahrhunderts unterstand Götzendorf der Landeshoheit des Hochstifts Bamberg. Die Dorf- und Gemeindeherrschaft übte dessen Amt Eggolsheim in seiner Funktion als Vogteiamt aus. Auch die Hochgerichtsbarkeit stand diesem Amt in seiner Rolle als Centamt zu.
Als das Hochstift Bamberg infolge des Reichsdeputationshauptschlusses 1802/03 säkularisiert und unter Bruch der Reichsverfassung vom Kurfürstentum Pfalz-Baiern annektiert wurde, wurde Götzendorf Bestandteil der bei der „napoleonischen Flurbereinigung“ in Besitz genommenen neubayerischen Gebiete.
Durch die Verwaltungsreformen zu Beginn des 19. Jahrhunderts im Königreich Bayern wurde Götzendorf mit dem Zweiten Gemeindeedikt 1818 eine Ruralgemeinde. Im Zuge der Gebietsreform in Bayern wurde die Gemeinde Götzendorf am 1. Mai 1978 in den Markt Eggolsheim eingegliedert. Im Jahr 1987 zählte Götzendorf 110 Einwohner.

## Verkehr
Die von der Staatsstraße 2260 kommende Kreisstraße FO 5 durchquert den Ort und führt weiter nach Tiefenstürmig. Der ÖPNV bedient das Dorf an einer Haltestelle der Buslinie 220 des VGN in Richtung Forchheim und in die Gegenrichtung nach Eggolsheim. Der nächstgelegene Bahnhof an der Bahnstrecke Nürnberg–Bamberg befindet sich in Eggolsheim.

## Baudenkmäler

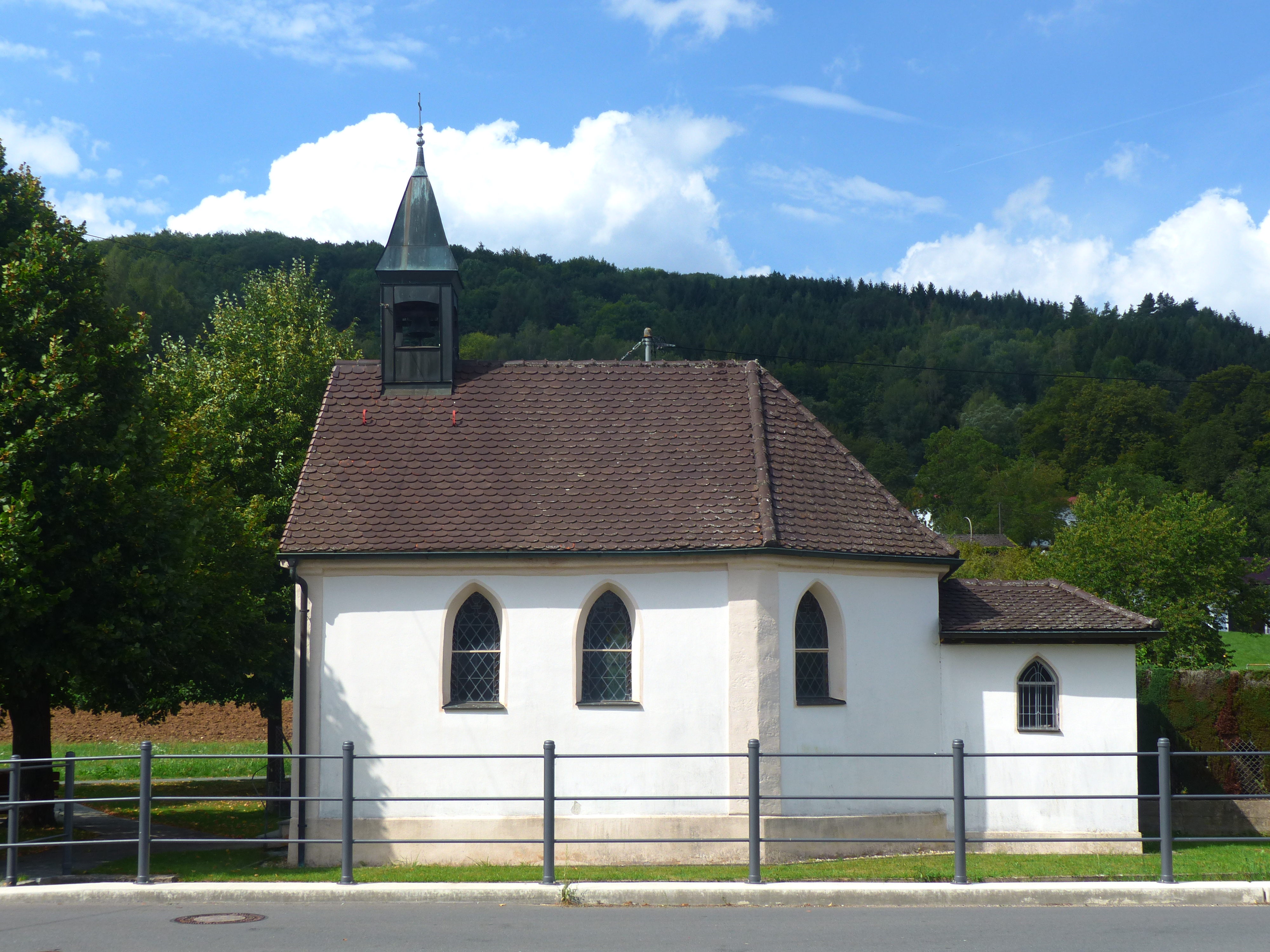
Die Kapelle von Götzendorf

Am südwestlichen Ortsrand des Dorfes steht eine Kapelle aus der zweiten Hälfte des 19. Jahrhunderts.